# Ordfront
A Ordfront é uma editora sueca fundada em 1969.Tem uma orientação de esquerda, valorizando a solidariedade internacional, e apostando em campos como o debate social, a história, a cultura, a arte de escrever, assim como a literatura, e editando uns 40 livros por ano.
Entre os autores publicados, estão Liv Strömquist, Joakim Pirinen, Mats Jonsson, Sara Granér, Nanna Johansson, Lena Ackebo, Marjane Satrapi, Kjell Eriksson, Nawal El Saadawi, Marjaneh Bakhtiari, John Ajvide Lindqvist, Lionel Shriver, Zac O'Yeah, Sara Beischer, Dick Harrison, Adam Hochschild, Naomi Klein, Anna Politkovskaja, Mats-Eric Nilsson, Fanny Ambjörnsson, Hannes Råstam, Mark Lynas, Tariq Ali, Samar Yazbek, Arundhati Roy, Gitta Sereny, Noam Chomsky, Edward Said e Tim Jackson.